# Johannes Jank
Johannes Jank (21 luglio 1936) è un ex calciatore austriaco, di ruolo attaccante.

## Carriera

### Nazionale
Esordisce il 13 ottobre 1963 contro l'Irlanda (3-2).